# Šalom Dvolajckij
Šalom Dvolajckij (* September 1893; † 27. November 1937) war ein sowjetischer Ökonom.

## Leben
Er studierte ab 1911 an der Kaiserlichen Universität Dorpat (Matrikelnr. 24165).
Dvolajckij war seit 1911 Mitglied der Sozialdemokratische Arbeiterpartei Russlands, 1919 der Kommunistischen Partei Russlands.
Ab 1918 war er Dozent für politische Ökonomie u. a. am Institut der Roten Professur (IRP) und an der Lomonossow-Universität Moskau (MGU). Ab 1925 war er im Staatsapparat tätig und beteiligte sich an den ökonomischen Diskussionen in den zwanziger Jahren. Er war Übersetzer und Herausgeber der Werke von Rosa Luxemburg. 1934 wurde er von Adoratski über das Zentralkomitee zur Arbeit am Marx-Engels-Lenin-Institut (IMEL) angefordert. Er sollte dort die Arbeit an den Theorien über den Mehrwert unterstützen. 1937 fiel Dvolajckij den Stalinschen Säuberungen zum Opfer.